# Musée olympique du Bénin
Le musée olympique du Bénin est un musée béninois situé à Cotonou et consacré à l'histoire des Jeux olympiques.

## Histoire
Il a ouvert ses portes le 12 mars 1988.

## Collection
Sa collection est constituée de plus de 1 250 pièces (affiches, médailles, coupes, fanions, pins, torches olympiques), de 850 photographies, de documents d'archives et de cassettes vidéo.